# Nymphomyia
Nymphomyia  (лат.) — род двукрылых насекомых, выделяемый в монотипное семейство Нимфомииды (Nymphomyiidae).

## Распространение
Представители Nymphomyia встречались в Северной Америке, Японии, России, Китае и Тибете.

## Экология и местообитания
Личинки встречаются среди водяных мхов в небольших, быстрых ручьях в северном регионе планеты.

## Классификация
Включает девять современных и два ископаемых вида — один из бирманского, а другой из балтийского янтаря.
- Nymphomyia alba Tokunaga, 1932 — Япония
- † Nymphomyia allissae Wagner & Müller, 2020 — Бирманский янтарь[2]
- Nymphomyia brundini (Kevan, 1970) — Гималаи
- Nymphomyia dolichopeza Courtney, 1994 — восточная часть Северной Америки.
- Nymphomyia holoptica Courtney, 1994 — Гонконг.
- Nymphomyia kaluginae Makarchenko, 2013 — Дальний Восток России[3].
- Nymphomyia kannasatoi Makarchenko & Gunderina, 2014 — Япония и Сахалин[4].
- Nymphomyia levanidovae Rohdendorf & Kalugina, 1974 — восточная Россия[5]
- Nymphomyia rohdendorfi Makarchenko, 1979 — восточная Россия и Япония[6]
- † Nymphomyia succina Wagner et al., 2000 — Балтийский янтарь[3].
- Nymphomyia walkeri Ide, 1964 — восточная часть Северной Америки.